# Michael Franks
Michael Franks (ur. 18 września 1944 w La Jolla w stanie Kalifornia) – amerykański wokalista i twórca piosenek.

## Życiorys
Wychował się w południowej Kalifornii. Nikt w jego rodzinie nie grał na żadnym instrumencie muzycznym, ale słuchano swingowych artystów. Michael kupił swoją pierwszą gitarę, gdy miał 14 lat. Wziął wówczas 6 lekcji gry. Była to jego jedyna edukacja muzyczna.
W szkole średniej śpiewał piosenki folkrockowe. Podczas studiów na UCLA zainteresował się jazzem (takimi artystami, jak Dave Brubeck, Patti Page, Stan Getz, João Gilberto, Antônio Carlos Jobim czy Miles Davis). Uzyskał licencjat na UCLA z porównawczego literaturoznawstwa w 1966, a magisterium na Uniwersytecie Oregonu w 1968. Później pracował jako asystent, ucząc literatury amerykańskiej na Uniwersytecie Montrealu, a także na UCLA.
W tym czasie zaczął pisać piosenki i inne utwory muzyczne, zaczynając od antywojennego musicalu Anthems in E-flat, w którym wystąpił Mark Hamill. Skomponował również muzykę do filmów Count Your Bullets, Cockfighter i Zandy’s Bride. Sonny Terry i Brownie McGhee nagrali trzy utwory Franksa na swym albumie Sonny & Brownie. Franks grał na tej płycie na gitarze akustyczne, banjo i mandolinie. W 1973 nagrał swój pierwszy album, zatytułowany po prostu Michael Franks (wznowiony w 1983 jako Previously Unavailable), który zawierał przebój Can’t Seem to Shake this Rock 'n Roll.
W 1976 wydał swoją drugą płytę The Art of Tea, na której wystąpili Joe Sample, Larry Carlton i Wilton Felder z The Crusaders. Znalazł się na nim jeden z najbardziej znanych utworów Franksa Popsicle Toes, który później wykonywała m.in. Diana Krall. Trzeci album Sleeping Gypsy, zawierający piosenkę The Lady Wants to Know, był częściowo nagrany w Brazylii. W tym czasie Franks zaczął występować na scenie z instrumentem cabasa w utworach, w których nie akompaniował sobie na gitarze. Kolejny album Burchfield Nines, z którego pochodzi utwór When the Cookie Jar is Empty, odzwierciedla przeprowadzkę do Nowego Jorku. Później Franks nagrał jeszcze kilkanaście albumów. Jego największym przebojem było When Sly Calls (Don’t Touch That Phone) z płyty Passionfruit (1983).
Utwory Franksa wykonywali m.in. The Manhattan Transfer, Patti LaBelle, Carmen McRae, Diana Krall, Kurt Elling i The Carpenters.

## Dyskografia
- Michael Franks (1973), wznowiony jako Previously Unavailable w 1978
- Art of Tea (1976)
- Sleeping Gypsy (1977)
- Burchfield Nines (1978)
- Tiger in the Rain (1979)
- One Bad Habit (1980)
- Michael Franks with Crossfire LIVE (1980)
- Objects of Desire (1982)
- Passionfruit (1983)
- Skin Dive (1985)
- The Camera Never Lies (1987)
- Blue Pacific (1990)
- Dragonfly Summer (1993)
- Abandoned Garden (1995)
- The Best Of Michael Franks: A Backward Glance (1998)
- Barefoot on the Beach (1999)
- The Michael Franks Anthology: The Art Of Love (2003)
- Watching The Snow (2004)
- Love Songs (2004)
- Rendezvous in Rio (2006)
- Time Together (2011)
- The Dream 1973-2011 (2012)
- The Music in My Head (2018)